# Franck Brice Koua
Franck Brice Koua (* 21. September 2001 in Magenta) ist ein italienischer Leichtathlet, der sich auf den Hürdensprint spezialisiert hat.

## Leben
Franck Brice Koua wurde als Sohn ivorischer Eltern in Magenta, in der Metropolitanstadt Mailand, geboren. Zunächst spielte er Fußball, bevor er zur Leichtathletik wechselte. Zu seiner ersten Spezialdisziplin wurde der Hochsprung. 2017 zog die Familie mit ihm nach Villefranche-sur-Saône in Frankreich, bevor er 2019 allein zu Verwandten nach Vanzaghello zurückzog. Bevor er sich auf den Hürdenlauf konzentrierte, trat er im vor allem im Mehrkampf an.

## Sportliche Laufbahn
Koua trat erstmals 2017 bei nationalen Meisterschaften an. Bei den U18-Meisterschaften Italiens belegte er den achten Platz im Weitsprung. Ein Jahr später belegte er bei den gleichen Meisterschaften den sechsten Platz im Zehnkampf. 2019 trat er über 110 Meter Hürden bei den Italienischen U20-Meisterschaften an, wobei er mit Bestzeit von 14,09 s die Bronzemedaille gewinnen konnte. Damit erfüllte er auch die Voraussetzungen, um im Juli bei den U20-Europameisterschaften in Borås an den Start gehen zu können. Dort steigerte er im Vorlauf seine Bestzeit auf 14,01 s, die dennoch nicht reichten in die nächste Runde einziehen zu können. 2020 gewann Koua die Goldmedaille im 60-Meter-Hürdenlauf bei den Italienischen U20-Hallenmeisterschaften. Später im Sommer gewann er bei den gleichen Meisterschaften Silber über 110 Meter. Ende August erreichte er das Finale bei den Italienischen Meisterschaften, in dem er mit Bestzeit von 13,95 s den vierten Platz belegte. In der Hallensaison 2021 gelang ihm erstmals der Sieg bei den Italienischen Meisterschaften. Anfang März trat er bei den Halleneuropameisterschaften in Toruń an und zog mit Bestzeit von 7,70 s im 60-Meter-Hürdenlauf in das Finale ein, das er als Achter und damit Letzter beendete. Im Juni verbesserte er seine 110-Meter-Hürden-Bestzeit bei den Italienischen Meisterschaften auf 13,78 s, womit er Vierter wurde, und trat einen Monat später bei den U23-Europameisterschaften in Tallinn an, wobei er als Vierter seines Laufes den Einzug in das Finale verpasste.

## Wichtige Wettbewerbe
| Jahr                | Veranstaltung               | Ort                 | Platz               | Disziplin           | Zeit                |
| Startet für Italien | Startet für Italien         | Startet für Italien | Startet für Italien | Startet für Italien | Startet für Italien |
| ------------------- | --------------------------- | ------------------- | ------------------- | ------------------- | ------------------- |
| 2019                | U20-Europameisterschaften   | Borås               | 19.                 | 110 m Hürden        | 14,01 s             |
| 2021                | Halleneuropameisterschaften | Toruń               | 8.                  | 60 m Hürden         | 7,76 s              |
| 2021                | U23-Europameisterschaften   | Tallinn             | 4. (Halbfinale)     | 110 m Hürden        | 13,91 s             |

## Persönliche Bestleistungen
Freiluft
- 110-Meter-Hürdenlauf: 13,78 s, 26. Juni 2021, Rovereto

Halle
- 60-Meter-Hürdenlauf: 7,70 s, 7. März 2021, Toruń